# От царя к Ленину
«От царя к Ленину» — документальный фильм о Российской революции, созданный Херманом Аксельбанком. Премьера состоялась 6 марта 1937 г. в Нью-Йорке. Рассказчиком в фильме был Макс Истмен. По причине того, что фильм был расценен как «протроцкистский», СССР и Коммунистическая партия США потребовали прекратить его показ. В 2012 г. он был выпущен на DVD Социалистической партией равенства (США).

## В ролях
- Александр Керенский
- В. И. Ленин
- Л.Д. Троцкий
- Николай II

## Производство
Кадры собирались Херманом Аксельбанком начиная с 1920 г. Сцены были сняты с помощью 100 разных камер на протяжении 13 лет. Операторами фото и кино съемок были самые разные люди, начиная с императора Николая II и заканчивая гражданами Германии, Японии и других стран.
Повествование было написано американским радикалом Максом Истменом, который участвовал в создании титров и поиске финансирования проекта. Аксельбанк пригласил Истмена по причине знакомства последнего с Троцким и другими видными большевиками. Истмен стал первым, кто ранее описал внутрипартийную борьбу в партии в 1920-е годы для международной аудитории.

## Дополнительно
- Tsar to Lenin